# HMS Captain (1869)
Pour les autres navires du même nom, voir HMS Captain.

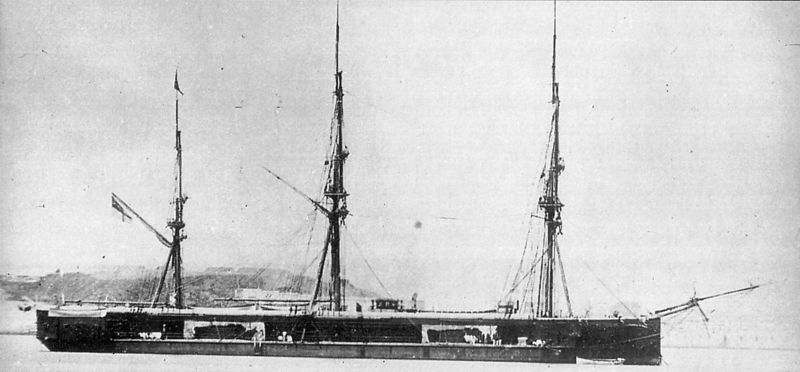
Le HMS Captain au port: On distingue les tourelles et le pont de manœuvre qui passe au-dessus

Le HMS Captain, lancé en 1869 et qui chavira et fit naufrage en septembre 1870 dans le golfe de Gascogne, avec la perte de près de 500 vies humaines était un navire de guerre expérimental de la Royal Navy dont la conception, la construction, les essais et la perte furent l'objet de polémiques passionnées à l'époque, en particulier par voie de presse.
Conçu à l'époque de la transition voile-vapeur et envisagé comme l'arme absolue de la guerre navale de l'époque, c'était une frégate cuirassée munie de tourelles de canons, de deux hélices entraînées par des machines à vapeur alternatives et équipé d'un impressionnant gréement de trois mâts barque implanté sur des mâts métalliques tripodes.
Conçu par l'ingénieur Cowper Phipps Coles et construit par une firme privée après financements par une souscription lancée par voie de presse, le Captain était très critiqué par les ingénieurs navals des arsenaux de l'amirauté britannique et notamment de son ingénieur naval en chef Edward James Read, co-concepteur, avec Coles d'un autre cuirassé à tourelles moins extrême, le HMS Monarch.
Son naufrage, dans un coup de vent violent mais nullement exceptionnel révéla un grave problème de stabilité latérale dû à des erreurs de conception et à des fautes dans le respect des devis de poids à la construction.

## Contexte de la conception
Lors de la Guerre de Crimée les marines anglaises et françaises utilisèrent avec succès des "batteries flottantes" pour détruire depuis la mer les fortifications côtières russes.
Il s'agissait de navires bas sur l'eau, quasiment dépourvus de voiles, dont le seul rôle était de porter de l'artillerie.
Côté français, les navires Lave, Tonnante, et Dévastation détruisirent les forts de Kinburn avec des canons classiquement disposés dans des batteries (entreponts percés de sabords) , tandis que sur la HMS Lady Nancy, une sorte de radeau plat, le capitaine Cowper Phipps Coles installait un gros canon pivotant en pontée, protégé par une coupole blindée, préfiguration des tourelles des navires de guerre modernes et bombardait avec succès la ville de Taganrog.
Impressionnée par les résultats, l'amirauté britannique conclut un contrat avec Coles, qui avait breveté l'idée.
Plusieurs navires à tourelles, notamment le HMS Prince Albert (en) et le HMS Royal Sovereign furent lancés, parfois en modifiant sur cale des vaisseaux plus classiques. Il s'agissait toutefois de navires de défense côtière, aux faibles moyens de propulsion et au rayon d'action limité.
Enhardi, Coles envisagea des navires de haute mer, dotés de machines à vapeur, pour la maniabilité et de voiles pour faire route à longue distance en économisant le précieux charbon.
Toutefois se posait le problème de l'interférence entre les canons pivotants et le gréement (mâts et haubanage).
Coles opta pour un dessin plus radical encore que celui du HMS Monarch qu'il avait conçu en coopération avec Edward Read, l'ingénieur naval en chef de l'amirauté. Devant les réticences des ingénieurs "officiels" de l'amirauté, qui avaient des craintes concernant la stabilité du navire Coles milita par voie de presse, et, même s'il fut évincé des bureaux d'étude officiels, obtint que son navire « révolutionnaire » soit construit par Laird Brothers, un chantier privé très réputé, déjà constructeurs du corsaire sudiste CSS Alabama.

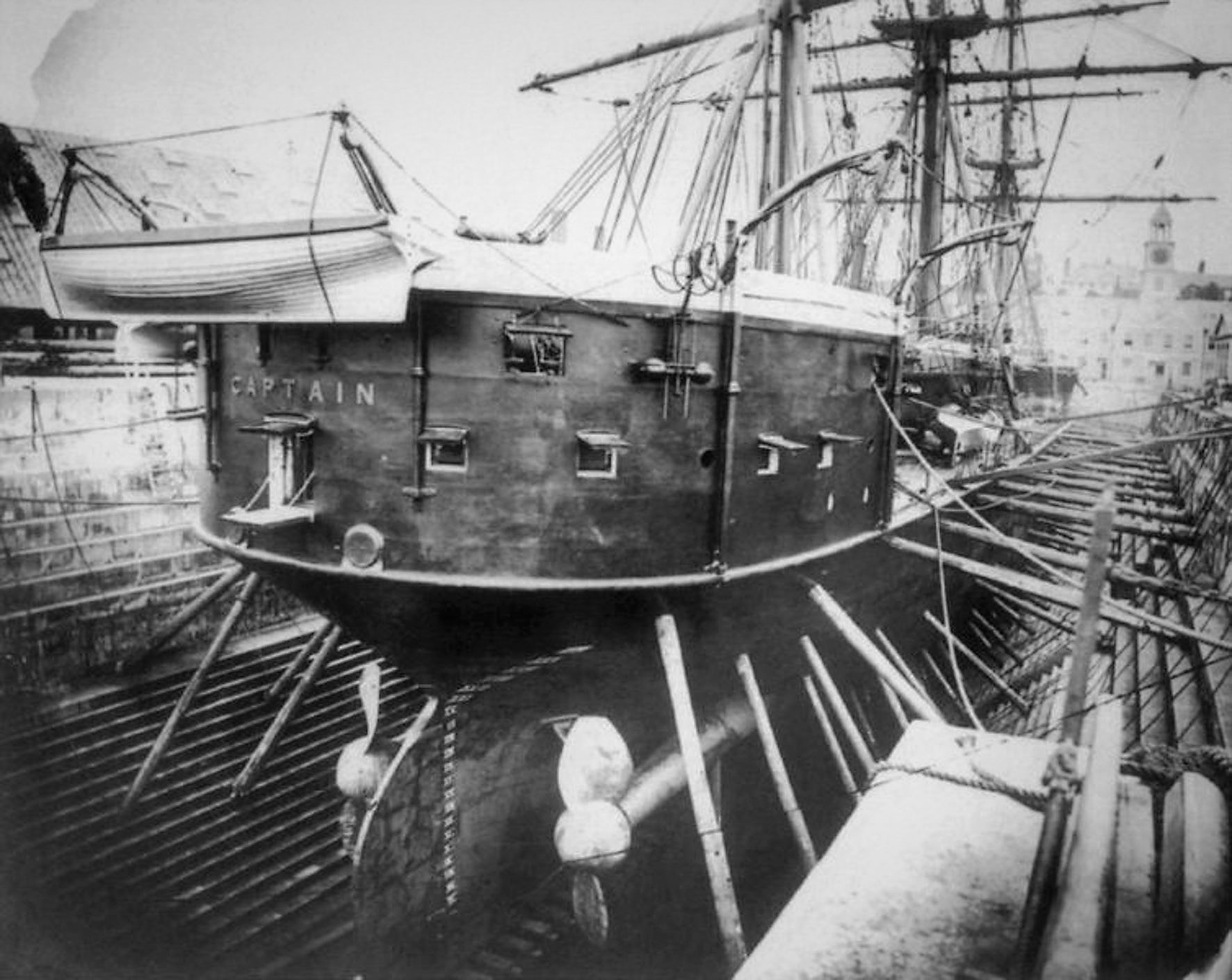
Le HMS Captain en cale sèche (vu de la poupe) On distingue bien l'échelle de tirant d'eau (chiffres romains) à l'arrière au-dessus du gouvernail, ce qui donne une idée du faible franc - bord au niveau du pont principal.

Le Captain avait un franc bord très faible (comme pour le cuirassé Nordiste USS Monitor de la guerre de Sécession) à part aux deux extrémités (dunette et gaillard d'avant), les tourelles étant installé sur ce pont très bas.

## Lancement, essais, courte carrière et naufrage
Divers ajouts et modifications en cours de construction, s'ajoutant à des incertitudes sur le calcul du moment de redressement du navire vinrent empirer la stabilité théorique du navire, qui fut lancé, armé, équipé, et réceptionné officiellement en avril 1870.
Sa croisière inaugurale, jusqu'à Vigo et Gibraltar se déroula sans incidents mais avec un roulis lent et ample, assez inquiétant.
Le 6 septembre 1870, le Captain était incorporé à une escadre en manœuvres dans le golfe de Gascogne. Le vent était de force 6 (grand frais), tendant vers le coup de vent (force 7 et 8 sur l'échelle de Beaufort), du mauvais temps, certes mais normalement surmontable pour un grand navire de guerre, mené par des officiers et des équipages d'élite.
La voilure avait été réduite, en conservant seulement les huniers arisés, une voile d'étai et les focs. Au cours de la nuit le vent monta et la houle se creusa, situation classique dans une dépression atlantique.
A 2 h 15 du matin, avec le passage du front froid, arriva la classique saute de vent au nord-ouest, accompagnée de grains.

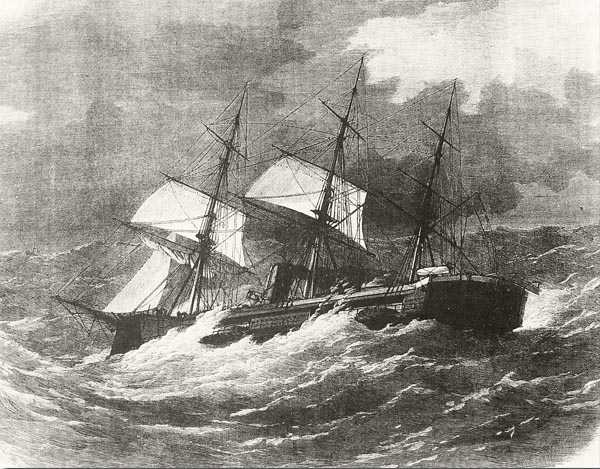
Le Captain peu avant son naufrage, naviguant sous voilure très réduite (deux huniers et un foc).

Deux grosses lames synchronisées avec de fortes rafales donna au navire une gîte supérieure à 18 degrés et malgré l'ordre de larguer en catastrophe les écoutes, le navire chavira et coula en quelques minutes entraînant dans la mort la plus grande partie de son équipage, y compris Coles, à bord pour les essais, le commandant Burgoyne et deux jeunes officiers, respectivement fils du ministre de la Marine et du sous-secrétaire d'État à la Guerre.

## Enquête, cour martiale, conclusion et enseignements
L'enquête précédant la tenue de la cour martiale recourut aux avis scientifiques de William Rankine et de William Thomson, le futur Lord Kelvin, deux des plus éminents physiciens de leur temps, ce qui était une procédure pour le moins inhabituelle.
Ils calculèrent qu'avec 14 degrés de gîte, le Captain avait un moment du couple de redressement de 12 000 N m, quinze fois plus faible que celui du HMS Monarch (200 000 N m), qui naviguait à proximité lors de la nuit fatale.
La stabilité du Captain augmentait jusqu'à 21 degrés de gîte (avec le liston sous le vent dans l'eau) , puis décroissait brutalement (chavirage inévitable) et devenait négative à partir de 55 degrés de gîte. Le Captain, d'après les récits des rares survivants, était d'ailleurs resté à flot à l'envers pendant une petite dizaine de minutes, fait exceptionnellement rare.
Un test de stabilité avait d'ailleurs été effectué à Portsmouth avant l'appareillage mais ses résultats avaient été tenus secrets.
L'enquête conclut que : « Le HMS Captain avait été construit par déférence à l'opinion publique telle qu'elle s'était exprimée au parlement et par d'autres canaux et en opposition aux conceptions de l'Amirauté et de son Contrôleur Général ».
La Royal Navy sut tirer les enseignements de ce désastre et réduisit drastiquement la voilure de secours de ses navires ou la supprima totalement comme sur le HMS Victoria, en prenant compte des progrès rapides de la propulsion mécanique, l'erreur ayant été de faire porter à cette malheureuse batterie flottante le gréement et la voilure d'un grand trois mâts.